# Česká koalice proti tabáku
Česká koalice proti tabáku (ČKPT) je nevládní nezisková organizace založená 2. června 1998 sdružující fyzické a právnické osoby, které se podílejí na všech aktivitách podporujících rozhodnutí kuřáků přestat kouřit.
Mezi projekty ČKPT patří:
- Preventivní programy o (ne)kouření pro děti – Nekuřátka a Típni to
- Národní linka pro odvykání kouření 800 350 000
- Nekuřácký podnik

ČKPT je členem Framework Convention Alliance, mezinárodního sdružení více než 350 organizací, které podporují Rámcovou úmluvu o kontrole tabáku.